# Roza
Roza (bułg. Роза) – wieś w południowo-wschodniej Bułgarii, w obwodzie Jamboł, w gminie Tundża. Według danych Narodowego Instytutu Statystycznego, 31 grudnia 2011 roku wieś liczyła 1197 mieszkańców.

## Historia
Do 1934 roku miejscowość nazywała się Gjulumjanowo, a między 1934 – 1951 rokiem – Gjułowo. W czasie wojen bałkańskich jeden mieszkaniec wstąpił do legionu Macedońsko-Adrianopolskiego.

## Kultura i oświata
- dom kultury Swetlina wraz z biblioteką, działa w niej grupa folklorystyczna[6]
- szkoła podstawowa Paisija Chilengarskiego

## Zabytki
Do rejestru zabytków zalicza się cerkiew Sweta Petka, zbudowaną w XIX wieku.

## Urodzeni w Rozie
- Binka Dobrewa – wokalistka
- Iwan Wasilew Michalew – mistrz Europy w zapasach